# Tigray
Tigray (Tigrinya: ክልል ትግራይ) is een regio (kilil of staat) en een voormalige provincie van Ethiopië. De hoofdstad van de regio is Mek'ele en de regio heeft ruim 5 miljoen inwoners (2015).

## Geografie
De regio ligt in het noorden van Ethiopië en grenst aan Eritrea, Soedan, en de overige Ethiopische regio's Amhara en Afar.

## Bevolking
De regio is in 1995 op etnische gronden opgericht. De Tigray/Tigrinya vormen de omvangrijkste etnische groep van de regio (95,0%).
Tigray had bij een schatting van 2015 een inwoneraantal van ongeveer 5.056.000 personen. Dit waren ruim 739.400 mensen (17,1%) meer dan 4.316.988 inwoners bij de officiële census van 28 mei 2007. De gemiddelde jaarlijkse groei in die periode komt daarmee uit op 1,97%, hetgeen lager is dan het landelijk jaarlijks gemiddelde over deze periode (2,53%). 

### Religie
Nagenoeg alle inwoners behoren tot de Ethiopisch-Orthodoxe Tewahedo Kerk. Kleinere aantallen zijn moslim of katholiek.
| Relige          | 1994 (census) | 2007 (census) |
| --------------- | ------------- | ------------- |
| Orthodoxe Kerk  | 95,5%         | 95,6%         |
| Islam           | 4,1%          | 4,0%          |
| Katholieke Kerk | 0,4%          | 0,4%          |

## Steden
De urbanisatiegraad van Tigray is laag en bedraagt ongeveer 20%. Belangrijke steden zijn, naast de hoofdstad; Inda Selassie, Adwa, Aksum, Adigrat en Alamata.

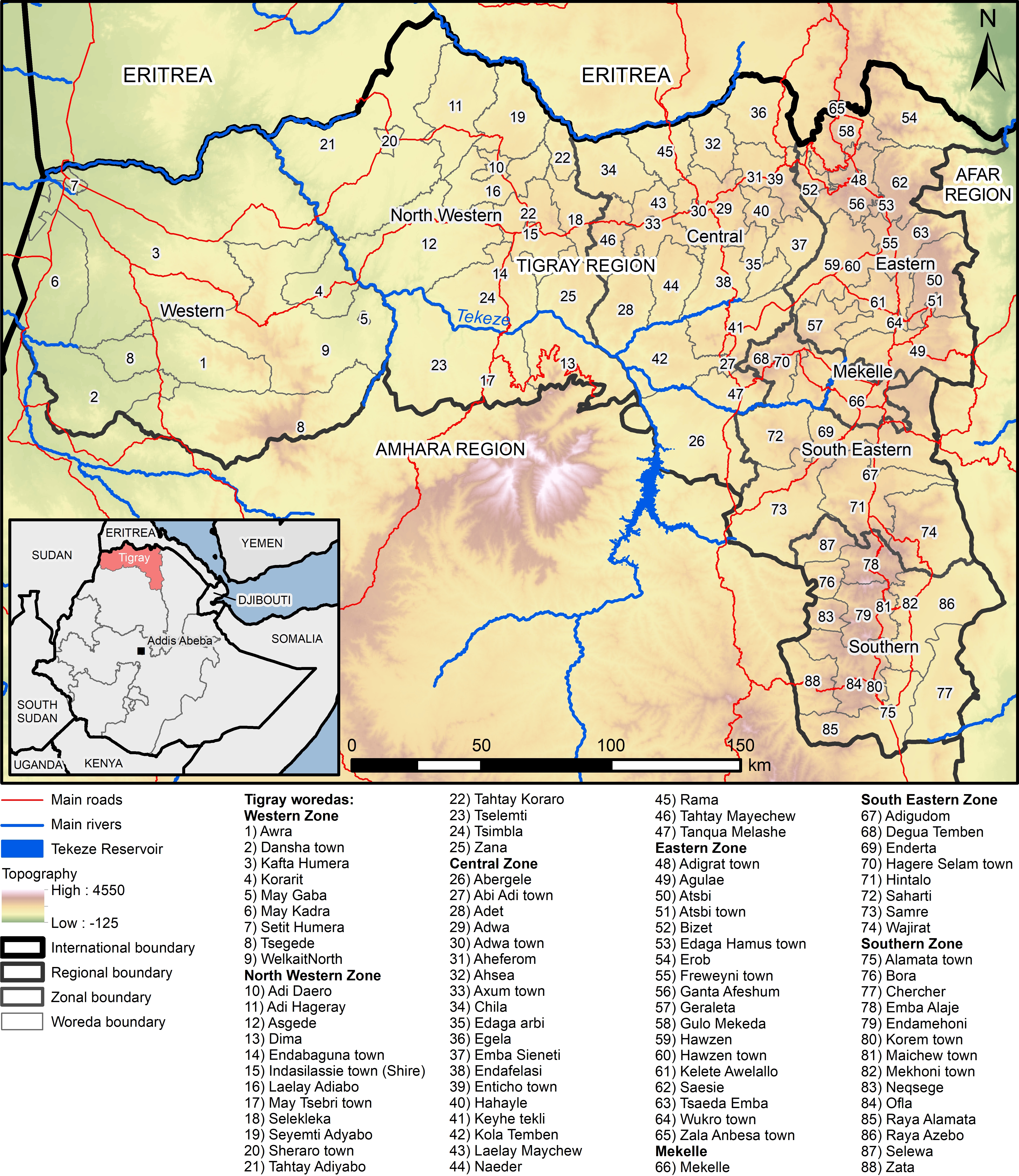
Kaart van Tigray

## Zones
- Mirabawi (West Tigray)
- Misraqawi  (East Tigray)
- Mehakelegnaw  (Central Tigray)
- Debubawi (South Tigray)
- Debub_Misraqawi (South East Tigray)